# Universitätsbibliothek Amsterdam

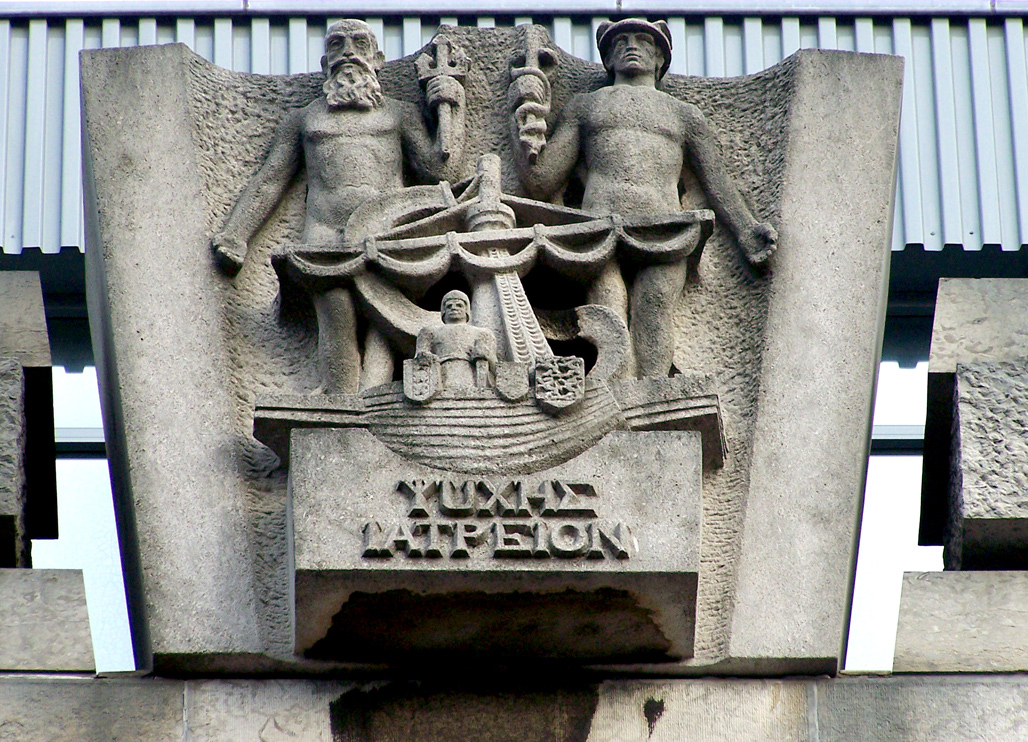
Skulptur über dem Eingang der Universitätsbibliothek. ΨΥΧΗΣ ΙΑΤΡΕΙΟΝ (Psychēs iatreion, "Hospital für die Seele")

Die Universitätsbibliothek Amsterdam (niederländisch: Universiteitsbibliotheek van Amsterdam oder Bibliotheek van de Universiteit van Amsterdam), kurz UBA, ist die zentrale Bibliothek der Universität von Amsterdam. Sie umfasst auch diverse Fakultätsbibliotheken sowie die Medizinische Bibliothek des Academic Medical Centre (AMC) und ist über mehrere Standorte in der Stadt verteilt.

## Geschichte
Die Anfänge der Bibliothek gehen zurück auf das Jahr 1578, als nach dem Alteratie von Amsterdam genannten Umsturz der spanisch-katholischen Stadtregierung Bücher und Manuskripte der römisch-katholischen Institutionen in Amsterdam in einer öffentlichen und für jedermann zugänglichen Bibliothek zusammengeführt wurden. Diese Stadtbibliothek war zuerst in der Neuen Kirche und 1632, nach der Errichtung des Athenaeum Illustre, dem Vorläufer der heutigen Universität von Amsterdam, in der Dachkammer der Agnietenkapelle untergebracht. Erst 1877 wurde das Athenaeum zur Universität und die Stadtbibliothek zur Universitätsbibliothek erhoben.
Im 19. Jahrhundert wurden die Sammlungen so umfangreich und die Agnietenkapelle so baufällig, dass die Bücher an mehreren anderen Orten untergebracht werden mussten, bis das Gebäude am Singel 421 bezogen wurde, in dem bis dahin die Bogenschützen untergebracht waren.
Während der Renovierungsarbeiten 1968 wurden viele Bestandteile des Gebäudes aus dem 16. Jahrhundert freigelegt und so bestätigte sich, dass die Bibliothek vermutlich in einem der ältesten Gebäude der Stadt mit einem erhaltenen spätmittelalterlichen Kaminsims residiert. Die Gebäude der Handboogstraat 16 und 18 wurden 1919 bezogen und während des Zweiten Weltkriegs auch mit ausdrücklicher Zustimmung der nach London emigrierten Königin Wilhelmina das Gebäude am Singel 423 mit der 1609 von Hendrick de Keyser entworfenen Fassade, das ursprünglich als königlicher Marstall diente.
Das heutige Hauptgebäude am Singel 425 wurde in den 1960er Jahren von dem Architekten J. Leupen entworfen und auf dem Gelände errichtet, auf dem ursprünglich das Haus der Armbrustschützen und später die römisch-katholische St. Katharinenkirche stand, die 1939 abgebrochen worden war. Dieser Bau wird auch als hässlichstes Gebäude von Amsterdam bezeichnet und gilt als Vorbild der „Kaffeeautomatenarchitektur“.
Die Abteilung Besondere Sammlungen befindet sich am Alten Turfmarkt in einem von Philip Vingboons 1642 entworfenen Gebäude, in dem später die St.-Bernhard-Stiftung von 1843–43 untergebracht war. Die Restaurierung des Gebäudes wurde 2004 begonnen und 2007 die offizielle Einweihung durch Königin Beatrix vorgenommen.
2008 verzogen  die Sammlungen der Abteilungen Medienwissenschaften, Theaterwissenschaften und Philosophie aus der Nieuwen Doelenstraat in das Akademische Medienzentrum in der Nähe des Universitäts-Hauptgebäudes am Singel. Die Sammlungen aus der Neuen Doelenstraat sind auf einem Lastkahn auf dem Wasser ausgelagert.